# Andrea Debono
Andrea Debono (Senglea,1821 - El Cairo,1871) fue un comerciante y explorador maltés.

## Biografía
Fue hijo de Michael Debono, capitán de la marina mercante, y de Teresa Carabott. Durante su juventud estudió medicina y química, y cuando su familia se asentó en Alejandría, fue empleado en un hospital de la ciudad. Tras la muerte de sus padres, Andrea se mudó a El Cairo y, en 1848, a Jartum, donde construyó un molino de maíz y produjo materiales para la construcción.
Debono se casó con una abisinia llamada Victoria y tuvo tres hijos, dos de los cuales murieron pronto. En 1851, estuvo al servicio del gobernador del Sudán y adoptó el nombre islámico de Latif Effendi. Se dedicó al comercio de marfil, que le reportó beneficios considerables. Con estos recursos pudo organizar expediciones cada vez más importantes y en 1851 ya disponía de varios barcos y un ejército personal.
En abril de 1853, fue el primer europeo en llegar a los rápidos de Djiamoudj, recopilando datos geográficos sobre el Nilo Blanco y su recorrido hasta el lago Alberto y el río Semliki. Entre 1854 y 1855 viajó en sus barcos por el río Sobat, desde su confluencia con el Nilo Blanco aguas arriba hasta quedar encallados durante seis meses debido a la estación seca. Entre 1855 y 1856, actuó como agente consular británico en Jartum y en 1859 continuó la exploración del Gondokoro.
Durante sus expediciones, Debono se rodeó de científicos como Alfred Peney, miembro de la Sociedad Geográfica de París, que publicó en el boletín de esta sociedad relatos de sus misiones junto a Debono. Por su parte, Debono publicó en 1862 Fragment d'un voyage au Saubat (affluent du Nil blanc) [Fragmento de un viaje a Saubat (afluente del Nilo Blanco)], donde describió sus expediciones.
Andrea Debono y su sobrino Amabile fueron acusados por el cónsul británico en Jartum, John Petherick, de tráfico de esclavos y, aunque el juez retiró todos los cargos y fueron puestos en libertad, su reputación quedó maltrecha y su papel como explorador africano quedó relegado al olvido. Vendió todas sus propiedades a bajo precio y se mudó a El Cairo, donde murió a causa de la malaria en 1871.